# Fram (wieś)
Fram – wieś w Słowenii, siedziba gminy Rače-Fram wspólnie z wsią Rače. W 2018 roku liczyła 1092 mieszkańców.